# Palast von Dareios I. (Susa)

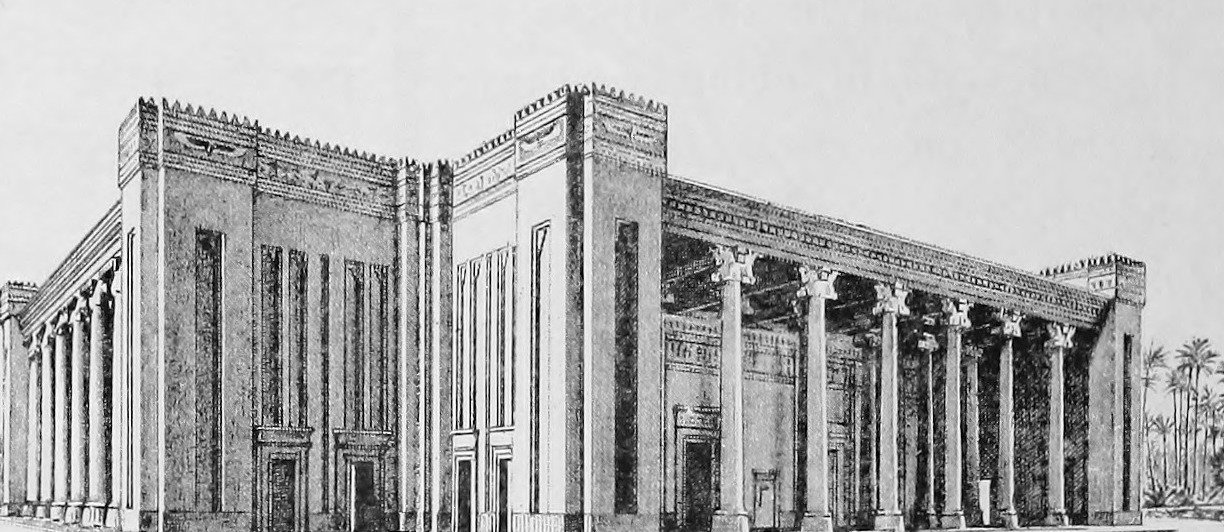
Rekonstruktion nach Marcel Dieulafoy, publiziert 1903

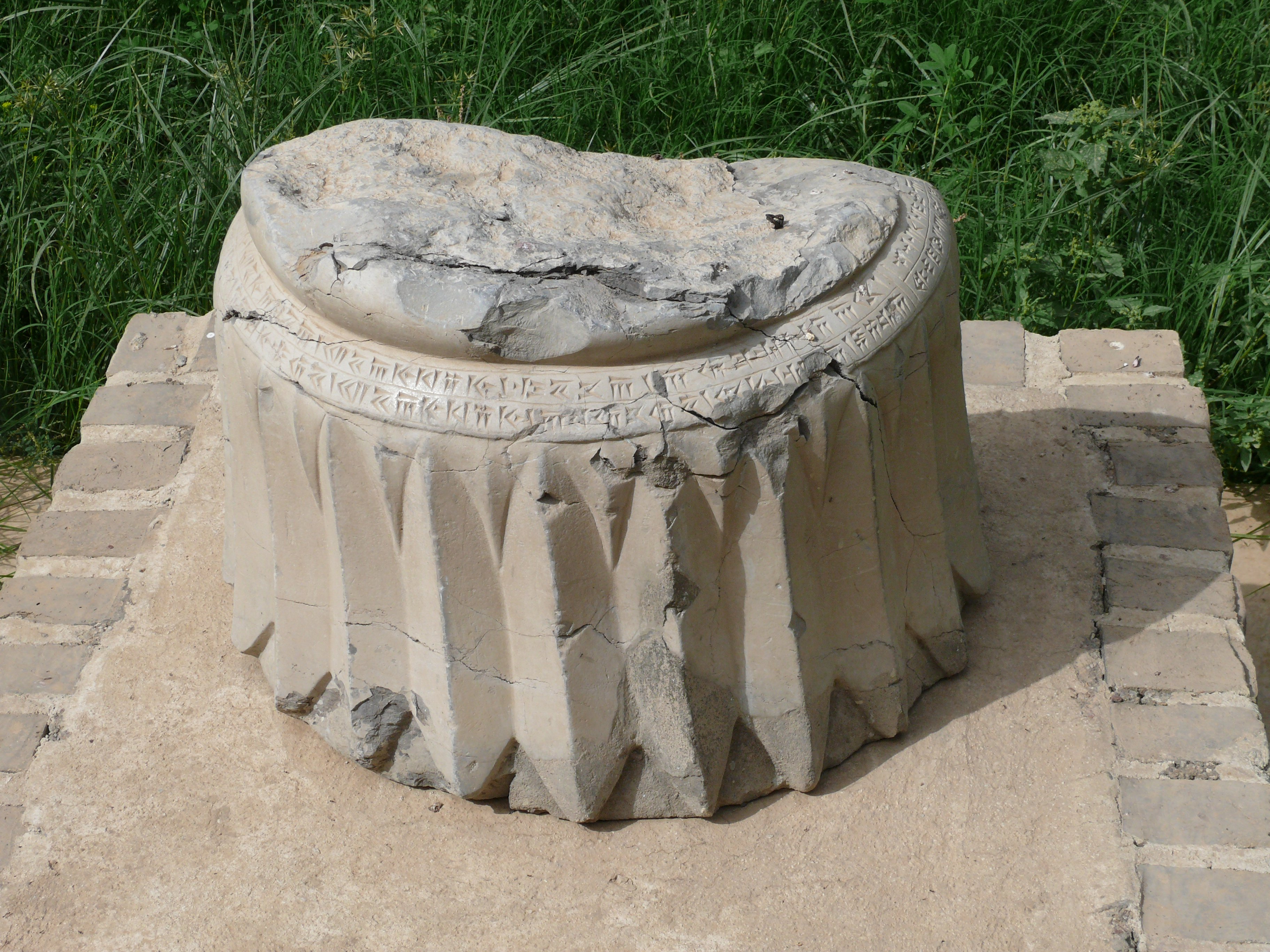
Säulenbasis im Apadana

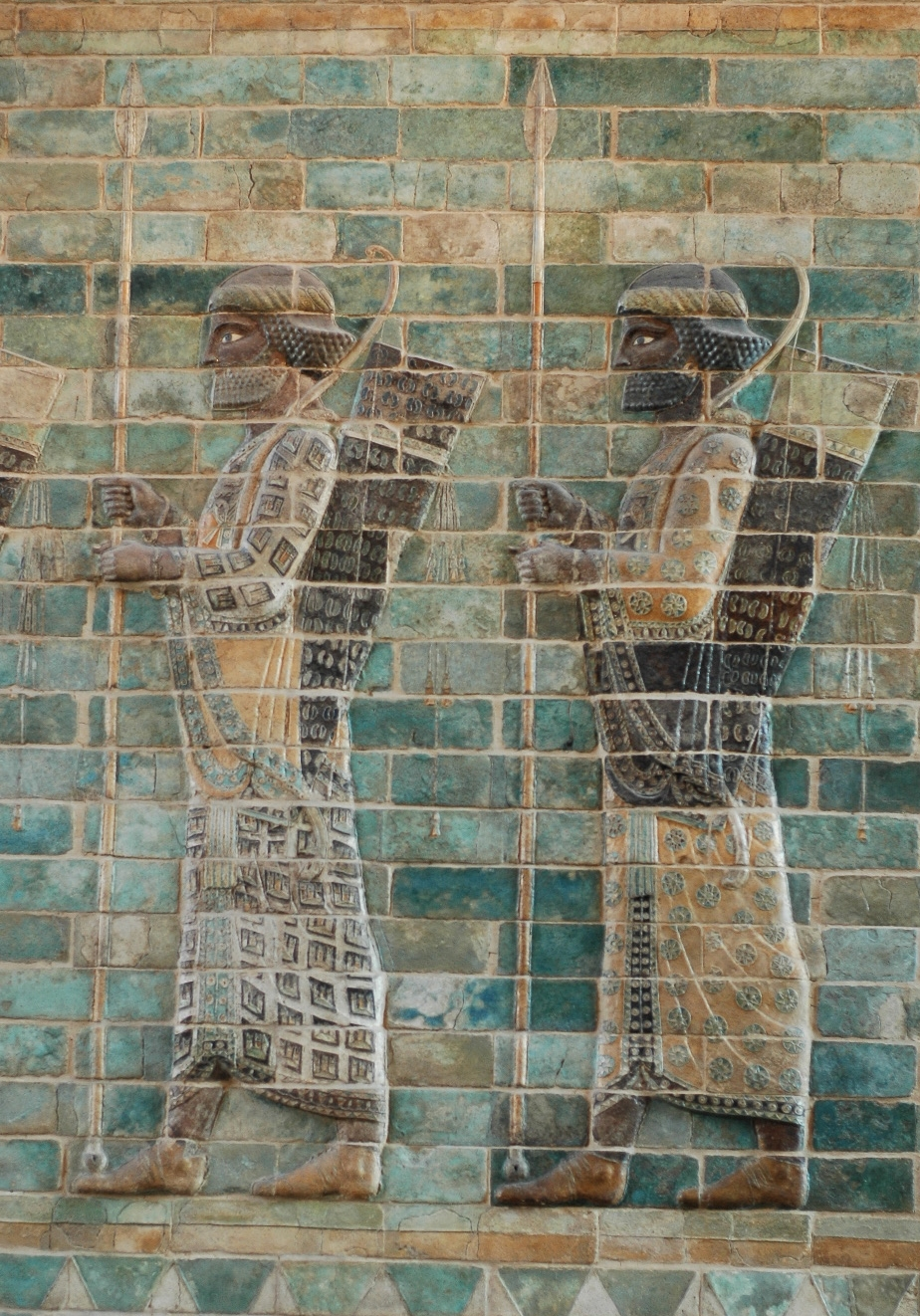
Ziegelrelief

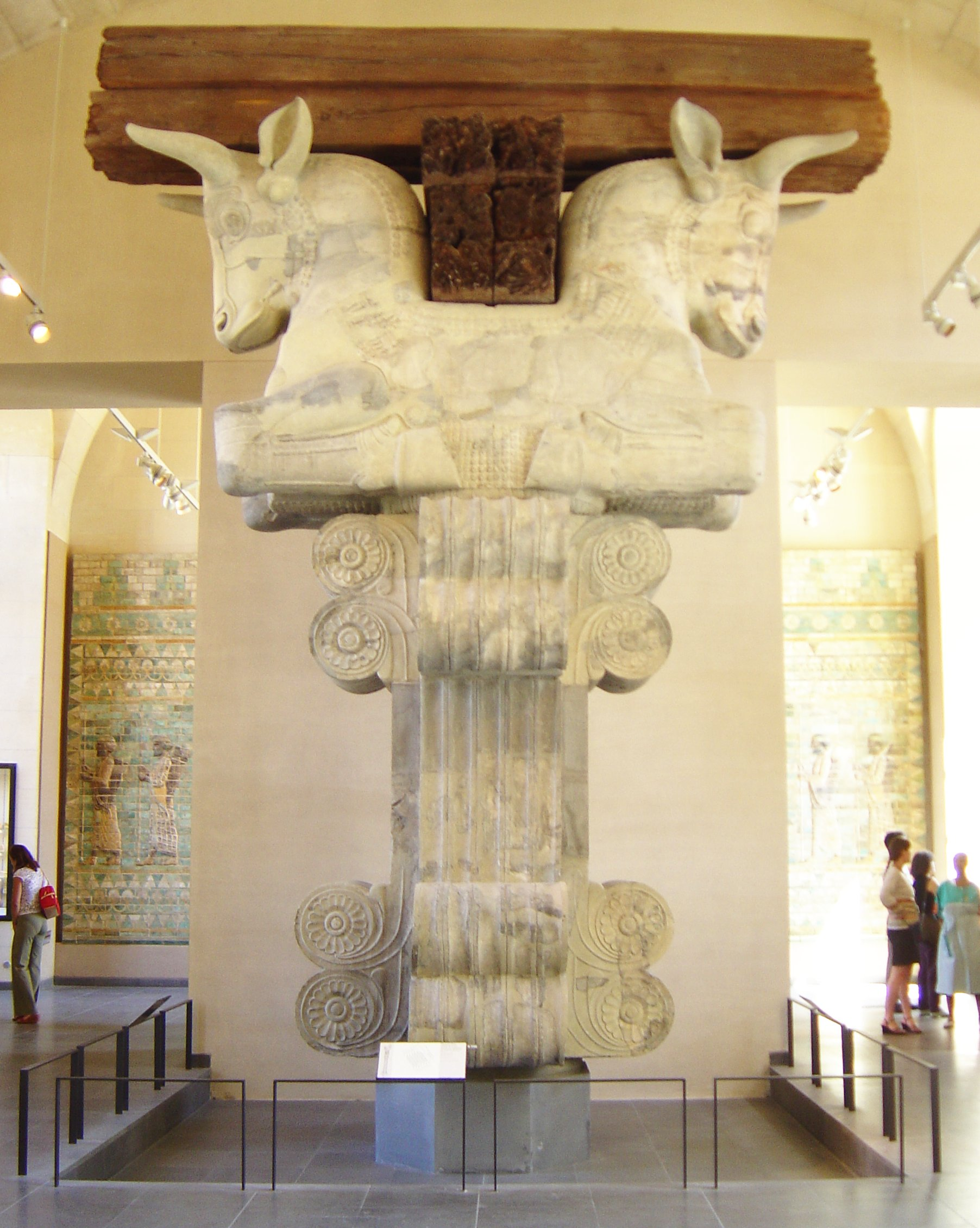
Kapitell

Der Palast von Dareios I. in Susa ist einer der bedeutendsten Bauten des persischen Achämenidenreiches und diente wahrscheinlich weiteren Palastbauten als Vorbild.

## Geschichte und Architektur
Dareios I. (reg. 522-486 v. Chr.) baute Susa zu einer der vier Residenzen seines Reiches aus, neben Persepolis, Babylon und Ekbatana. Dazu errichtete er auch einen gewaltigen Palast im Norden der Stadt, in dem von den Ausgräbern als Apadana bezeichneten Stadtteil. Dafür wurde eine künstliche Terrasse aufgeschüttet. Diese war an der höchsten Stelle etwa 18 Meter hoch und nahm eine Fläche von etwa 13 Hektar ein.
Von dem Bau des Palastes berichten mehrere Gründungsurkunden (die Inschriften DSf, DSz und DSaa). Demnach wurde der Boden bis zur gewachsenen Erde ausgeschachtet und mit Kiesschotter aufgefüllt. Die Mauern des Palastes wurden aus Lehm erbaut. Holz wurde aus dem Libanon, Gandhara und Kirman herbeigeschafft. Gold stammte aus Lydien und Baktrien, andere kostbare Materialien aus verschiedenen Teilen des Reiches, während die Steinsäulen in Elam gebrochen wurden. Als Handwerker werden Ägypter, Meder, Lyder und Babylonier genannt.
Im Osten standen die Propyläen, bei denen es sich um einen Pavillon mit einem Grundriss von 24 × 24 Meter handelt. Dieser bestand aus mehreren Räumen und war an zwei Seiten mit Säulen geschmückt. Der Bau hatte anscheinend eine zeremonielle Funktion.
Etwas westlich davon befand sich ein monumentaler Torbau. Er war 40 × 30 Meter groß. Der Bau hatte eine innere Halle mit vier Säulen, die einst rund 12 bis 13 Meter hoch waren. Am Eingang des Baues fand sich 1972 eine Kolossalstatue des Dareios, die heute im Iranischen Nationalmuseum aufgestellt ist. Es handelt sich um die einzige ihrer Art in der achämenidischen Kunst. Sie wurde nach der darauf angefertigten Inschrift DSab in Ägypten für den Tempel in Heliopolis angefertigt und von Xerxes I. nach Susa gebracht. Sie trägt ägyptische Hieroglyphen und Keilschrifttexte in altpersischer, elamischer und babylonischer Sprache.
Der bisher ausgegrabene eigentliche Palastbau war über 246 × 155 Meter groß und nahm eine Fläche von etwa 5 Hektar ein. Der Palast hatte mindestens drei große, offene Höfe. Der größte davon maß 64 × 55 Meter. Er war wahrscheinlich mit einem Löwenfries an der Nordseite dekoriert. Andere Wände trugen einen Fries von Bogenschützen.  Diese Friese aus gebrannten und bemalten Ziegeln befinden sich heute zum großen Teil im Louvre in Paris. Überhaupt war der Bau reich mit reliefierten und bemalten Ziegeln dekoriert. Es folgte ein mittlerer Hof von 36 × 33 Meter. Von hier gelangte man zu Wohnungen von hohen Beamten. Der innere Hof war 36 × 31 Meter groß. Unter jeder Tür fanden sich Kästchen aus gebrannten Lehm, die Fundamentdepots enthielten. Von diesem Hof gelangte man in die Privaträume des Herrschers. Hier fanden sich Bauinschriften in elamischer und babylonischer Sprache. Ein letzter Hof war Zentrum des Wirtschaftstraktes.
Im Norden befand sich die große, als Apadana bezeichnete Säulenhalle. Sie nahm eine Fläche von 109 × 109 Meter ein und war somit etwas größer als der Apadana in Persepolis. Der Zentralraum war 58 × 58 Meter groß und wurde von sechs mal sechs Reihen von Säulen getragen. Jede Säule wog mehr als 25 Tonnen. Sie trug ein Kapitell mit stierköpfigen Protomen. Es ist nicht bekannt, wie die Wände dieser Halle dekoriert waren. Der Palast steht eindeutig in mesopotamischer und elamitischer Tradition, vor allem mit der Verwendung von Lehmziegeln als Hauptmaterial. Auch im Plan lassen sich Parallelen zu Palastbauten in Babylon und Ninive ziehen. Die Säulenhalle ist dagegen iranisch. Vergleichbare Bauteile sind aus dem Iran bekannt.
Gemäß der achämenidischen Inschrift A2Sa brannte der Palast unter Artaxerxes I. nieder. Artaxerxes II. baute ihn jedoch wieder auf.

## Forschungsgeschichte
Erste Ausgrabungen fanden 1851 durch den Briten William Kennett Loftus statt. Weitere Grabungen folgten 1885 durch Marcel und Jane Dieulafoy, die vor allem die zahlreichen Kacheln fanden und nach Paris in den Louvre brachten. Ihnen folgte Jacques de Morgan im Rahmen der Délégation archéologique française en Perse (D.P.), dessen Ergebnisse im Journal Mémoires de la Délégation en Perse (MDP) ab 1900 veröffentlicht wurden. Archäologische Untersuchungen fanden seit 1897 praktisch ununterbrochen statt. Noch 1969/1970 wurden unter Leitung von Jean Perrot stratigrafische Untersuchungen vorgenommen, die unter anderem zwei neue Inschriften von Dareios I., DSz und DSaa, ans Tageslicht brachten.